# Almansa (Gerichtsbezirk)
Der Gerichtsbezirk Almansa ist einer der sieben Gerichtsbezirke in der Provinz Albacete.
Der Bezirk umfasst 9 Gemeinden auf einer Fläche von 1.632,90 km² mit dem Hauptquartier in Almansa.

## Gemeinden
| Gemeinde                 | Einwohner (2024) | Fläche km² | Dichte Einw./km² | Cod INE | Postleitzahl |
| ------------------------ | ---------------- | ---------- | ---------------- | ------- | ------------ |
| Alatoz                   | 497              | 63,86      | 8                | 02002   | 02152        |
| Almansa                  | 24.281           | 531,91     | 46               | 02009   | 02640        |
| Alpera                   | 2.260            | 178,47     | 13               | 02010   | 02690        |
| Bonete                   | 970              | 125,06     | 8                | 02018   | 02691        |
| Carcelén                 | 487              | 75,36      | 6                | 02020   | 02153        |
| Caudete                  | 10.249           | 141,61     | 72               | 02025   | 02660        |
| Fuente-Álamo             | 2.417            | 133,39     | 18               | 02033   | 02651        |
| Higueruela               | 1.142            | 205,45     | 6                | 02039   | 02694        |
| Montealegre del Castillo | 2.038            | 177,79     | 11               | 02051   | 02650        |
| Gerichtsbezirk Almansa   | 44.341           | 1.632,90   | 27               | –       | –            |